# Evangelische Kirche Wachbach

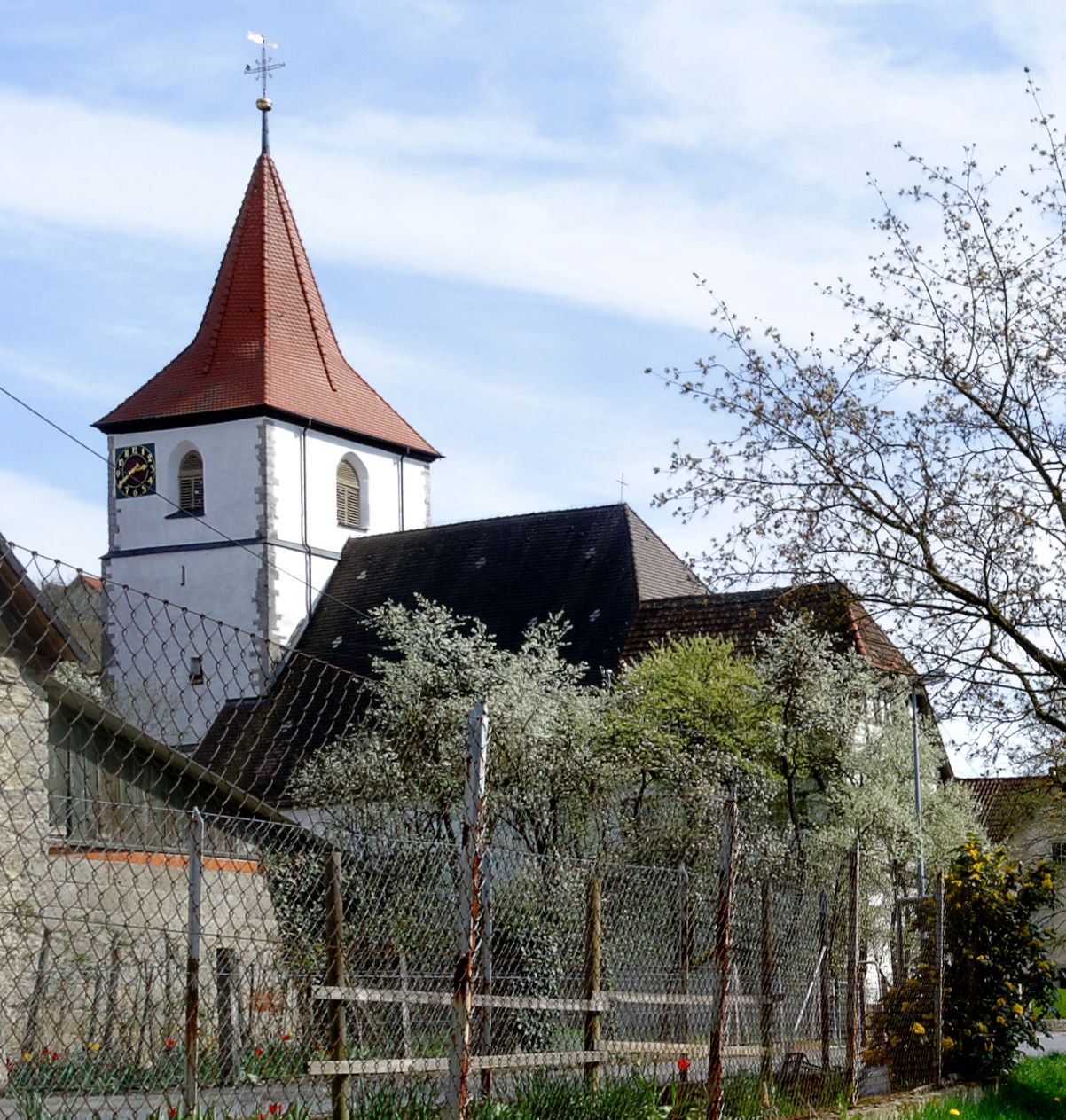
Evangelische Kirche Wachbach

Die Evangelische Kirche (auch St. Georg) steht in der Nähe von Schloss Wachbach im Bad Mergentheimer Stadtteil Wachbach im Main-Tauber-Kreis in Baden-Württemberg. Das Bauwerk ist beim Landesamt für Denkmalpflege Baden-Württemberg als Baudenkmal eingetragen. Die Kirche gehört zur Verbundkirchengemeinde Wachbach-Herbsthausen im Kirchenbezirk Weikersheim der Evangelischen Kirche in Württemberg.

## Beschreibung

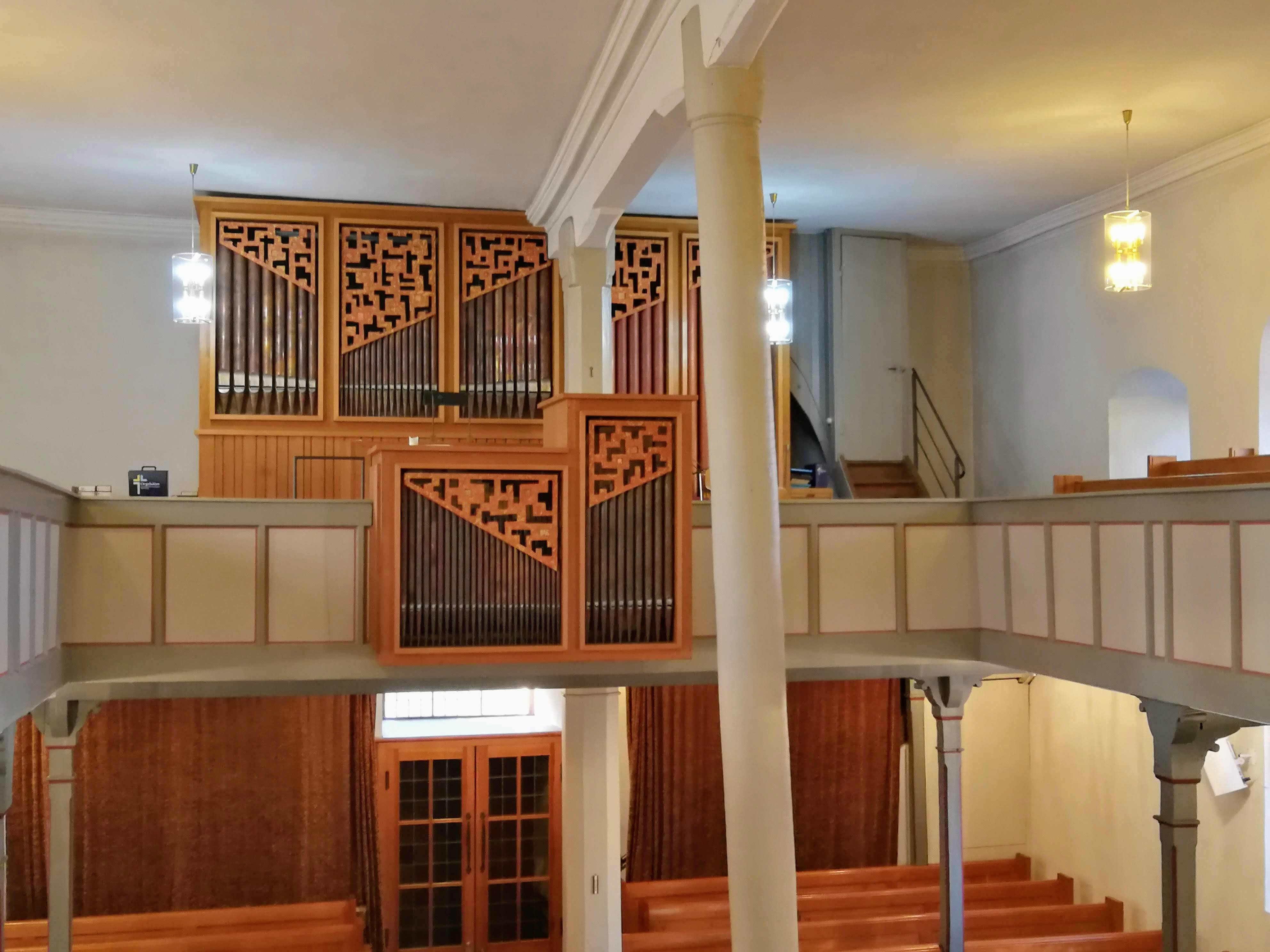
Innenraum, Blick zur Orgel

Die romanische Saalkirche besteht aus einem Langhaus und einem Chorturm im Osten, der ursprünglich zu einer Wehrkirche gehörte. Sein oberstes Geschoss enthält die Turmuhr und hinter den Klangarkaden den Glockenstuhl mit drei Kirchenglocken. Er ist mit einem Knickhelm bedeckt. 
Der Innenraum des Langhauses ist mit einer Flachdecke überspannt, der des Erdgeschosses des Chorturms, also des Chors, mit einem Kreuzrippengewölbe, das auf Konsolen ruht. In der Zeit des Barock wurde im Langhaus die abgehängte Decke entfernt, um den Chorbogen zu erweitern. Die Orgel mit 15 Registern wurde 1964 von Aug. Laukhuff nach Plänen von Helmut Bornefeld gebaut.